# Hans Christian Petersen
Hans Christian Petersen (Christianssand, 1793 – Christiania, 1862) è stato un politico norvegese.
Fu primo ministro della Norvegia dal 1858 al 1861.
| Controllo di autorità | VIAF (EN) 1552149068439965730005 |